# Děčínská vrchovina
Děčínská vrchovina je geomorfologický celek na česko-německém pomezí, součást Krušnohorské hornatiny. Z pohledu německého členění jde o oblast Sächsisch-Böhmisches Kreidesandsteingebiet (D15/43, Sasko-české křídové pískovce), součást geomorfologické provincie (Großraumu) Östliche Mittelgebirge. Vrchovina také nese alternativní název Labské pískovce (německy Elbsandsteingebirge). Česká část se nachází v Ústeckém kraji a zabírá významnou část okresu Děčín. Německá část leží ve svobodném státě Sasko v okrese Saské Švýcarsko-Východní Krušné hory. Negeograficky[zdroj?] se toto turisticky velmi atraktivní území nazývá též Českosaské Švýcarsko. 
Labské pískovce se nacházejí po obou stranách Labe mezi městy Děčín a Pirna. Východní hranice probíhá přibližně po linii Pirna, Hohnstein, Sebnitz, Chřibská, Česká Kamenice a Děčín. Na západ od Labe pak z Děčína zhruba podél Jílovského potoka na hraniční hřeben a v Sasku pak podél Gottleuby (Rybný potok) do Pirny.
Česká část má rozlohu 278 km², celé území pak zhruba 700 km². Většina území je chráněná, na české straně je to Chráněná krajinná oblast Labské pískovce a Národní park České Švýcarsko.

## Charakteristika
Specifikem vrchoviny jsou hluboká údolí až kaňony, skalní města, stolové hory na pískovcovém podkladu. Ostrovní charakter mají čedičové elevace. Typická je demontánní biota v inverzních polohách v neobyčejně malých nadmořských výškách. Plocha bioregionu nebyla v prehistorickém období prakticky osídlena a dodnes má většinou lesní kryt. Lesní porosty tvoří kulturní jehličnaté lesy, typické jsou reliktní bory na skalách. Menší část tvoří bezlesí, kde louky a pastviny mají vyrovnané zastoupení s agrocenózami. Téměř celý bioregion je součástí CHKO Labské pískovce s řadou maloplošných chráněných území. Od roku 1999 je na území vyhlášena ochrana formou národního parku (Národní park České Švýcarsko) (80 km²), tvořící s obdobným parkem v SRN (Národní park Saské Švýcarsko) bilaterální chráněné území.

## Členění
Území vrchoviny lze také podle krajinného rázu rozdělit na několik částí:
- Děčínské stěny (724 m n. m., 199 km²)

Mezi základní rysy reliéfu patří tektonicky rozlámané kuesty na jižním okraji (čela na sever), strukturně podmíněné plošiny, stolové hory, ojedinělé neovulkanické suky a jako obzvláště morfologický útvar lze klasifikovat hluboce zaříznuté antecedentní kaňonovité údolí Labe a jeho přítoků. Lemován je charakteristickými tvary selektivního zvětrávání a denudace vytvářející pískovcová skalní města a stěny, i izolované skalní věže.
Nejvyšším bodem je denudační troska Děčínského Sněžníku 724 m n. m. se zachovaným zbytkem denudační úrovně staršího data. Mezi neovulkanickými elevacemi je nejvýznamnější Holý vrch 528 m n. m., s lokálně vyvinutou sloupcovitou odlučností neovulkanitů.
- Tiské stěny (613 m n. m.)
- Sněžnická hornatina (433 m n. m.)

Sněžnická hornatina zaujímá západní část CHKO. Tvoří ji plochá hornatina, náležící do povodí Labe. Vytvořena je na křídových pískovcích od cenomanu až po střední turon, s ojedinělými průniky neovulkanických hornin. Do Sněžnické hornatiny náleží též nejvýznamnější morfologický fenomén této části, antecedentní labský kaňon. Povrch Sněžnické hornatiny lze charakterizovat jako silně rozčleněný erozně denudační reliéf sedimentární stupňoviny. Rozčlenění je, jak z důvodu tektonického roztříštění, tak podmíněno litologicky. Celé území má výraznou asymetrickou stavbu.
Jako důsledek subrecentních až recentních tektonických pohybů se nachází pásmo nejvyšších elevací na jižním okraji hornatiny.
Mezi základní rysy reliéfu patří tektonicky rozlámané kuesty na jižním okraji (čela na sever), strukturně podmíněné plošiny, stolové hory, ojedinělé neovulkanické suky a jako obzvláště morfologický útvar lze klasifikovat hluboce zaříznuté antecedentní kaňonovité údolí Labe a jeho přítoků. Lemován je charakteristickými tvary selektivního zvětrávání a denudace vytvářející pískovcová skalní města a stěny, i izolované skalní věže.
- Růžovská vrchovina (620 m n. m.)

Jako Růžovská vrchovina je označována část Děčínské vrchoviny na pravém břehu Labe, od labského kaňonu východním směrem. Nachází se z větší části v povodí řeky Kamenice. Má silně rozčleněný, erozně denudační reliéf s poměrně hojnými proniky neovulkanitů zachovaných ve formě suků. Je vytvořena na křídových pískovcích spodního a středního turonu. Na jižním okraji jsou opět charakteristické tektonicky podmíněné cuesty s čely ukloněnými na sever. Mezi další významné morfologické tvary náleží rozsáhlé strukturní plošiny, rozčleněné hluboce zaříznutým, místy až kaňonovitým údolím řeky Kamenice a jejich přítoků.
Nejvyšší elevace jsou většinou podmíněny neovulkanickými proniky a dnes mají charakter suků. Nejvyšším bodem celého území je neovulkanický Růžovský vrch 620 m n. m. Je sám o sobě morfologicky neobyčejně pestrý - skalní tvary, mrazové sruby, balvanové proudy, kamenná moře apod.

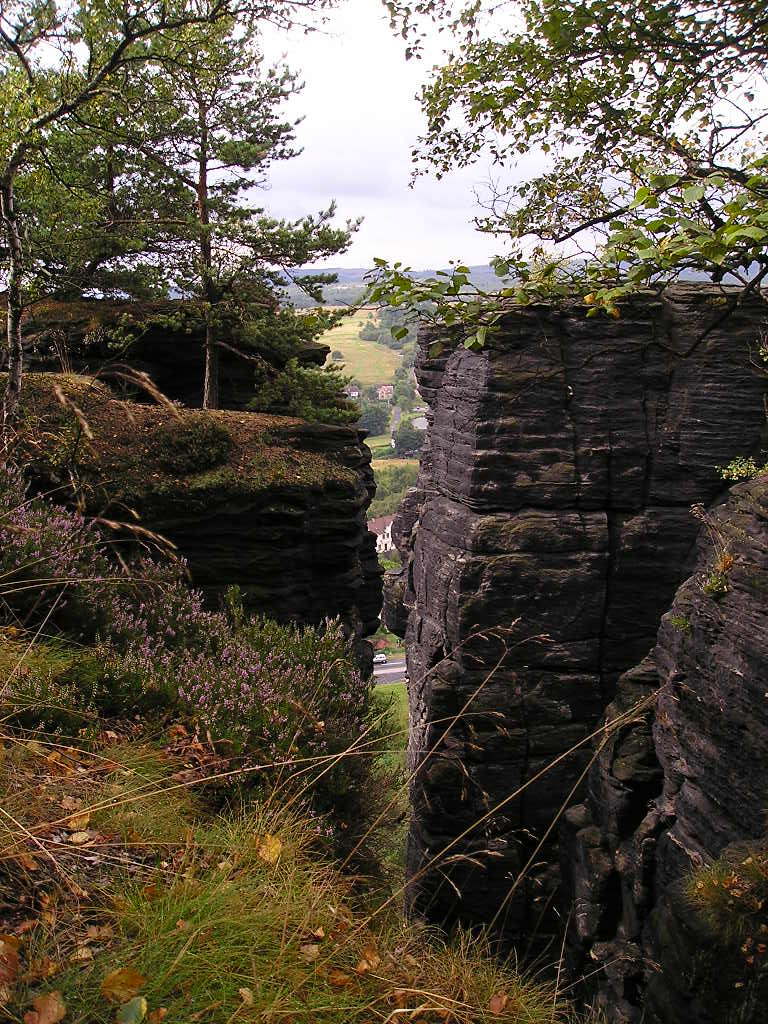
Tiské stěny - Velký okruh

- Jetřichovické stěny (490 m n. m., 79 km²)

Jako Jetřichovické stěny je označována severovýchodní část Děčínské vrchoviny v povodí řek Kamenice a Křinice vzniklá opět na pískovcích středního turonu a na SZ turonu, až coniaku. Charakteristické jsou opět průniky neovulkanických basaltoidů tvořící nejvyšší elevace.
Reliéf Jetřichovických stěn lze opět charakterizovat jako silně rozčleněný, erozně denudační reliéf, tektonicky i litologicky podmíněné, sedimentární stupňoviny. Výraznými rysy reliéfu jsou strukturní hřbety, neovulkanické suky a hluboce zaříznutá kaňonovitá údolí řek Kamenice, Křinice a jejich přítoků.
Jsou zde charakteristické tvary selektivního zvětrávání a odnosu, které ve svém konečném výsledku vytvářejí morfologicky pestrý prostor mezi údolím Labe a Lužickými horami.
Charakteristickými vrcholy této části jsou Bor 487 m n. m., Jedlina 490 m n. m. a další, z jejichž víceméně stejné výškové hladiny lze usuzovat, že se opět jedná o denudační trosky vyšší paroviny, rozrušené denudačními procesy.
Mezi nejvýznamnější morfologické útvary náleží skalní most Pravčická brána.
V německém členění podle Emila Meynena se pod sasko-české křídové pískovce počítají i Žitavské hory a celá hlavní jednotka se na německém území dělí jen na dvě vedlejší jednotky:
- 430 Elbsandsteingebirge (Sächsische Schweiz)
- 431 Zittauer Gebirge

## Významné vrcholy
- Děčínský Sněžník (724 m n. m.) – nejvyšší hora Děčínské vrchoviny
- Růžovský vrch (620 m n. m.) – nejvyšší hora Národního parku České Švýcarsko
- Großer Zschirnstein (560 m n. m.) – nejvyšší hora na německé straně

Další nejvyšší a nejprominentnější hory a kopce jsou uvedeny v Seznamu vrcholů v Děčínské vrchovině.

## Atraktivní místa
- Rozhledna na Děčínském Sněžníku
- Pravčická brána
- Jetřichovice – Naučná stezka Jetřichovické skály
- Šaunštejn (Loupežnický hrad)
- Soutěsky na řece Kamenici
- Tiské stěny – Naučná stezka Tiské stěny
- Hřensko – Naučná stezka přátelství ČR-SRN
- Bastei – skalní formace u Rathenu
- Herkulessäulen (Herkulovy sloupy) v Bielatalu